# Vlagyimir Sztyepanovics Glotov
Vlagyimir Sztyepanovics Glotov (oroszul: Владимир Степанович Глотов; 1938. január 23. – 1981.) orosz labdarúgó.
A szovjet válogatott tagjaként részt vett az 1964-es Európa-bajnokságon.

## Sikerei, díjai
Gyinamo Moszkva
- Szovjet bajnok (1): 1963

Szovjetunió
- Európa-bajnoki döntős (1): 1964